# Rhombodera javanica
Rhombodera javanica är en bönsyrseart som beskrevs av Werner 1923. Rhombodera javanica ingår i släktet Rhombodera och familjen Mantidae. Inga underarter finns listade i Catalogue of Life.